# Schlagzahl (Sport)
Die Schlagzahl (auch Schlagfrequenz) ist im Kanu- und Rudersport ein Maß für die Anzahl an Bewegungszyklen pro Minute. Bei Kanadiern entspricht diese der Zahl der Paddelschläge, bei Ruderbooten der Zahl der Ruderschläge. Bei Kajaks mit Doppelpaddeln wird jeweils nur der Schlag auf einer Seite gezählt, d. h. beim wechselseitigen Einsetzen des Paddels wird die Anzahl vollständiger Zyklen und nicht die (doppelt so hohe) Zahl des Paddeleinsetzens gezählt. 
Die Schlagzahl ist im Allgemeinen zu Beginn des Rennens relativ hoch, geht dann in den niederfrequenten Streckenschlag über und steigt gegen Ende des Rennens zum Endspurt wieder an. Die Schlagzahl wird gemessen in Schlägen pro Minute. 
Zum Messen der Schlagzahl gibt es spezielle Schlagzahluhren, die aus dem Zeitraum für das Ausführen einer bestimmten Anzahl an Zyklen (typischerweise drei) automatisch die Schlagzahl berechnen und anzeigen.  
Im Kanurennsport liegt die Schlagzahl im Einer-Kajak (K1) im GA1 zwischen 70 und 75, im GA2 zwischen 80 und 85. Auf Sprintstrecken bis 200 m und beim Endspurt kann die Schlagzahl bis zu 130 betragen. In Mannschaftsbooten ist die Schlagzahl im Allgemeinen um 5 bis 10 Schläge pro Minute höher als im K1.
Im Rudern liegt die Schlagzahl während eines 500-m-Rennens zwischen 40 und 50, bei der olympischen 2000-m-Distanz bei rund 30 bis 35.